# Villeneuve-en-Montagne
Villeneuve-en-Montagne település Franciaországban, Saône-et-Loire megyében. Lakosainak száma 174 fő (2022. január 1.). Villeneuve-en-Montagne Morey, Châtel-Moron, Écuisses, Marcilly-lès-Buxy, Sainte-Hélène és Saint-Julien-sur-Dheune községekkel határos.

## Népesség
A település népessége az elmúlt években az alábbi módon változott:
| Lakosok száma | 154  | 158  | 160  | 163  | 165  | 167  | 169  | 172  | 174  |
|               | 2013 | 2015 | 2016 | 2017 | 2018 | 2019 | 2020 | 2021 | 2022 |